# آناتولی سریوهین
آناتولی سریوهین (اوکراینی: Анатолій Юрійович Серьогін؛ زادهٔ ۲۶ مارس ۱۹۷۲) بازیکن فوتبال است.
از باشگاه‌هایی که در آن بازی کرده است می‌توان به باشگاه فوتبال شاختیور سالیهورسک اشاره کرد.